# Joan Masó i Valentí
Joan Masó i Valentí (Girona, 1883-1973) fou un farmacèutic, impressor, excursionista i fotògraf català.

## Biografia
Va néixer al carrer de les Ballesteries de Girona i va viure tota la seva vida a la mateixa casa, que actualment és la Casa Masó. Era el tercer fill del matrimoni format per Rafael Masó i Pagès i Paula Valentí Fuster. Era germà de l'arquitecte Rafael Masó i Valentí, de l'advocat i diputat Santiago Masó i Valentí i del pedagog Narcís Masó i Valentí. Va estudiar Farmàcia a la Universitat de Barcelona i durant els primers anys de llicenciat va exercir la professió a la farmàcia Masó-Puig del carrer  l'Argenteria, dissenyada pel seu germà arquitecte. L'any 1915, a causa de la mort del seu pare, va abandonar la farmàcia per passar a dirigir la Impremta Masó, negoci familiar fundat pel seu pare situat en els baixos de la casa familiar. El 1924 es va casar amb Josefina Aragó i Turon, originària de Santa Coloma de Farners.
Nascut en una família molt activa en l'àmbit cultural, de jove va participar amb els seus germans en els moviments literaris i culturals de la Girona de l'època. Ell mateix és l'autor de nombrosos textos, alguns publicats al butlletí de Grup Excursionista i Esportiu Gironí (GEIEG) i al Diario de Gerona de avisos y noticias, fundat pel seu pare, com també en altres publicacions periòdiques de la ciutat. Als seus arxius personals, conservats per la Fundació Rafael Masó, trobem traduccions de llibres alemanys, ressenyes d'excursions, articles sobre física i geografia i altres treballs inèdits.
També havia exercit de professor de matemàtiques i de català a l'Institut de la Dona que Treballa a Girona. El seu amor per la llengua catalana el portà a divulgar-ne el coneixement, fins i tot de forma clandestina, amb classes particulars.
La seva altra gran passió era l'excursionisme. Aquesta faceta li va permetre trepitjar i conèixer el paisatge català i col·laborar activament en les activitats del Grup Excursionista i Esportiu Gironí, GEIEG, del qual el seu cunyat, Estanislau Aragó Turon, en va ser president.
Va ser també un fotògraf notable, amb un miler de fotografies en negatiu i positiu. La majoria de les imatges són en blanc i negre, però també va experimentar en l'ús del color, realitzant autocroms que han esdevingut les primeres imatges en color de Girona. El seu fons fotogràfic es conserva al Centre de Recerca i Difusió de la Imatge de Girona (CRDI).
Va morir sense fills a Girona, als noranta anys, el 30 d'octubre de 1973.